# Pokój w Merseburgu (1032)
Pokój w Merseburgu (1032) (też: Drugi traktat pokojowy w Merseburgu) – traktat pokojowy kończący wojnę polsko-niemiecką toczącą się w latach 1028–1031. Zawarty pomiędzy Mieszkiem II Lambertem a cesarzem Konradem II, został podpisany 7 lipca 1032 w trakcje zjazdu w Merseburgu w 1032–1033.
W 1032 roku okaleczony (kastracja) przez Czechów Mieszko II wrócił do Polski. Kraj po wojnie ze Świętym Cesarstwem Narodu Niemieckiego został mocno okrojony terytorialnie, a kryzys pogłębił bunt ludności przeciw Kościołowi oraz monarchii. W tej sytuacji Mieszko II zdecydował się na liczne ustępstwa.
Kryzys w państwie Piastów wykorzystał zwycięski cesarz Konrad II, który wezwał Mieszka do Merseburga, aby uzgodnić warunki pokoju. Polski władca przybył do miasta w lipcu i już 7 dnia tego miesiąca podpisał traktat pokojowy, na mocy którego: musiał złożyć hołd cesarzowi i zrzec się  godności królewskiej. Ustalono również podział kraju na trzy samodzielne dzielnice: Mieszka II (Małopolska, Mazowsze), jego brata Ottona (Śląsk) oraz kuzyna, prawdopodobnie syna Mieszka I i Ody - Dytryka (Wielkopolska), zwanego jeszcze Dietrzychem, Teodorykiem lub Thiedyrykiem.
Mieszko II złożył hołd Konradowi i zrzekł się korony, lecz pozostałe postanowienia nie zostały wprowadzone w życie, gdyż Otton zmarł nagle w następnym roku, a Dytryk nie dojechał w ogóle do swojej dzielnicy. To oznaczało, że ostatecznie Mieszko został jedynym i samodzielnym władcą Polski aż do śmierci, a postanowienia traktatu pozostały niewypełnione.

## Traktat w źródłach
1. Roczniki hildesheimskie :

Tenże [Mieszko] rozumiejąc powody swej niestosownej zuchwałości, z jaką w latach poprzednich występował (...) wyprawił swoich posłów do cesarza i prosił o wyznaczenie czasu celem stawienia się i dania godnego zadośćuczynienia. I potem za zgodą cesarza w dniu 7 lipca przybył do Marseburga i sam poddał się władzy cesarskiej, zapomniawszy mianowicie korony i całego wystroju królewskiego. Którego cesarz łaskawiej niż ów sam przyjąwszy, przydzielił jemu i jego bratankowi, niejakiemu Thiedrykowi, królestwo tj. państwo, jakie sam przedtem posiadał